# Albusciago
Albusciago (Albusciagh in dialetto varesotto, AFI della pronuncia locale: [albyˈʃɔːk]) è una frazione del comune italiano di Sumirago posta a est del centro abitato. Costituì un comune autonomo fino al 1869.

## Storia
Fu un antico comune del Milanese.
Registrato agli atti del 1751 come un borgo di circa 150 abitanti, nel 1786 Albusciago entrò per un quinquennio a far parte dell'effimera Provincia di Varese, per poi cambiare continuamente i riferimenti amministrativi nel 1791, nel 1798 e nel 1799. Alla proclamazione del Regno d'Italia nel 1805 risultava avere 280 abitanti. Nel 1809 fu soppresso con regio decreto di Napoleone ed annesso a Caidate, a sua volta aggregato ad Albizzate nel 1811. Il Comune di Albusciago fu quindi ripristinato con il ritorno degli austriaci, e l'abitato risultò essere popolato da 317 anime nel 1853, scese a 306 nel 1861. La soppressione dell'autonomia comunale giunse infine nel 1869 su decreto di Vittorio Emanuele II, che decise stavolta l'unione con Sumirago.